# Гваделуп
Гваделуп (фр. Guadeloupe) је једна од француских прекоморских територија и уједно највеће острво малог архипелага у Малим Антилима (Карипско море). Налази се око 600 километара северно од обале Јужне Америке, и 600 километара источно од Доминиканске Републике.
Кристифор Колумбо је био први Европљанин који је открио ово острво, 4. новембра 1493. Назвао га је Гваделупе по шпанском ходочасничком центру Санта Марија де Гваделупе. Упркос отпору локалних Индијанаца, Французи су успели да колонизују Гваделуп 1635.

## Географија
Архипелаг се налази на 16° 20' сгш, што је иста позиција на северу попут Тајланда или Хондураса, а по географској дужини налази се на подневку Лабрадора и Фолкландских Острва.
Архипелаг Гваделуп се састоји већим делом из два острва раздвојена појасом мора под именом „Слана река”, а повезана преко 2 моста. Веће од ова два острва је Бас Тер (Basse-Terre — „ниска земља”, 848 км²), вулканског порекла, са активним вулканом Суфријер висине 1467 m. Друго острво је Гранд Тер (Grande-Terre — „велика земља”, 588 км²). На стенама Гранд-тера налазе се главне туристички хотели и плаже.
Остала острва архипелага су:
- Ла Дезирад (La Désirade)
- Мари Галант (Marie-Galante)
- Острва Светаца (Les Saintes)  : 9 острваца са 2 насеља
- Острва Петит Тер (Petite Terre — „мала земља”)

## Државна управа
Гваделуп има статус француског департмана и региона. До фебруара 2007. Гваделуп је административно укључивао и два мања удаљена острва: Свети Бартоломеј и северни део острва Свети Мартин.

## Привреда
Лоша економска ситуација Гваделупа се описује са два индикативна податка: проценат незапослености је 27,8 % (1998), а проценат покривености увоза извозом је 6 % (1996). Ипак, БДП по становнику је 9.000$ годишње, што је више од суседних, независних острва.
Пољопривреда (шећерна трска, банане, диње, итд.) преживљава захваљујући субвенцијама државе. Малобројна индустрија на острву је углавном прехрамбена: шећеране, производња рума и конзервисане хране. Постоји и једна цементара. Туризам је једини сектор економије који је успешан.

## Демографија
| 1961.   | 1967.   | 1974.   | 1982.   | 1990.   | 1999.   | 2006.   |
| ------- | ------- | ------- | ------- | ------- | ------- | ------- |
| 276.545 | 305.312 | 315.848 | 317.269 | 353.431 | 386.566 | 400.736 |

## Галерија
- Плажа на Гваделупу
- Плантажа шећерне трске
- Водопад Карбе
- Сателитска слика острва Гваделуп и острва Мари Галант